# Bess True
Pour les articles homonymes, voir True.
Bess True est une actrice américaine née en 1899 à Anaconda (Montana), et morte le 9 juillet 1947 à New York.

## Filmographie partielle
- 1921 : Why Trust Your Husband? de George Marshall
- 1923 : Maytime de Louis Gasnier
- 1924 : Not Wanted de Robert P. Kerr
- 1924 : Meet Father de Jess Robbins